# Vodní hudba pro Český Krumlov
Vodní hudba pro Český Krumlov ("Watermuziek voor Český Krumlov") is een muziekcompositie van František Xaver Thuri geschreven ter gelegenheid van het Internationale Muziekfestival 1996 in Český Krumlov en aldaar voor het eerst uitgevoerd.
Deze Watermuziek put inspiratie uit de barok), zoals de Watermuziek van Händel, maar ook uit de middeleeuwse Gregoriaanse gezangen en uit de Renaissance. Het werk volgt de geschiedenis van de heersers van Český Krumlov, en heeft dus muziek passend bij de betreffende periode:
| Proloog                              | modern       |
| Páni z Krumlova (Heren van Krumlov)  | Middeleeuwen |
| Rožmberkové (de Rosenbergs)          | renaissance  |
| Eggenberkové (de Eggenbergs)         | barok        |
| Schwarzenberkové (de Schwarzenbergs) | rococo       |
| Epiloog                              | modern       |

De proloog en de epiloog zijn meer modern van vorm, maar putten weer zwaar uit de middeleeuwen en renaissance.